# Tere Tereba
Tere Tereba (nacida en Warren, Ohio) es una diseñadora de moda, escritora y actriz estadounidense. Es conocida como una de las pioneras del diseño de ropa femenina "contemporánea" y por interpretar a "Ingrid Joyner" en Bad (1977) de Andy Warhol. También es autora de Mickey Cohen: The Life and Crimes of LA's Notorious Mobster, publicado en 2012, que se ha publicado en ediciones de tapa dura, rústica, libro electrónico y audio. El libro también ha sido traducido al francés, italiano y chino.

## Biografía

### Principios
Se crio en Los Ángeles, California, donde su perspectiva fue moldeada e influenciada por la ciudad misma, junto con la música, las imágenes y la cultura pop de finales de los años sesenta. Pasó su adolescencia yendo a clubes en Sunset Strip para ver actuar a músicos como Jimi Hendrix, Michael Bloomfield y Jim Morrison.

### Carrera
La novia del rockero Jim Morrison, Pamela Courson, descubrió a Tere y la reclutó para diseñar para su boutique de La Cienega Boulevard, Themis. Al mismo tiempo, Tere fue contratada como aprendiz por Young Edwardian, entonces la marca de moda junior más importante del país, para realizar bocetos de diseños en la trastienda. Seis meses después, demostró su valía diseñando una colección que vendió decenas de millones de dólares en tiendas minoristas como Saks Fifth Avenue, Bloomingdale's y Neiman-Marcus. Antes de llegar a la edad de votar, la propia Tere se había convertido en una fuerza en la industria de la moda.
Tere llamó la atención de Andy Warhol en Los Ángeles. La invitaron a visitar la Factory, entonces en el 33 de Union Square West, cuando llegó a Nueva York. Pronto empezó a escribir y a aparecer en la revista Interview de Andy Warhol. Warhol describió una vez a Tere como "parecida a Hedy Lamarr y actuando como Lucille Ball ". Su pasión por la música rock pasó al cine, lo que la llevó a entrevistar a muchos cineastas destacados para la revista, como Steven Spielberg y Martin Scorsese.
A continuación, fue elegida para la comedia negra Andy Warhol's Bad (1977), dirigida por Jed Johnson. Interpretó a la madre de un niño autista, lo que fue un tema innovador para el cine en ese momento.
Tere continuó creando tendencias de moda (sus diseños obtuvieron 24 portadas de Women's Wear Daily) y marcando tendencias en su vida personal con su idiosincrásico apartamento, que apareció en Architectural Digest y como uno de los primeros coleccionistas del artista Jean-Michel Basquiat. El fotógrafo de la Edad de Oro de Hollywood, George Hurrell, salió de su retiro para fotografiarla.
Surgió de una pausa para diseñar moda de vanguardia para los veinte y tantos del siglo XXI. Pronto se vio a Paris Hilton luciendo los últimos diseños de Tere Tereba para tiendas de bebés.
Aunque ya no está activa en el mundo de la moda, ha escrito una biografía del famoso jefe de la mafia de Hollywood , Mickey Cohen, que se adentra en el inframundo de Los Ángeles, titulada Mickey Cohen: La vida y los crímenes del notorio mafioso de Los Ángeles. El libro fue publicado el 1 de mayo de 2012.

## Filmografía
- Andy Warhol's Bad (1977)